# Phytomyza clematisana
Phytomyza clematisana este o specie de muște din genul Phytomyza, familia Agromyzidae, descrisă de Spencer în anul 1981.
Este endemică în California. Conform Catalogue of Life specia Phytomyza clematisana nu are subspecii cunoscute.